# Sous-préfecture de Freguesia do Ó/Brasilândia
 (septembre 2022).
La mise en forme du texte ne suit pas les recommandations de Wikipédia : il faut le « wikifier ».
Les points d'amélioration suivants sont les cas les plus fréquents. Le détail des points à revoir est peut-être précisé sur la page de discussion.
- Les titres sont pré-formatés par le logiciel. Ils ne sont ni en capitales, ni en gras.
- Le texte ne doit pas être écrit en capitales (les noms de famille non plus), ni en gras, ni en italique, ni en « petit »…
- Le gras n'est utilisé que pour surligner le titre de l'article dans l'introduction, une seule fois.
- L'italique est rarement utilisé : mots en langue étrangère, titres d'œuvres, noms de bateaux, etc.
- Les citations ne sont pas en italique mais en corps de texte normal. Elles sont entourées par des guillemets français : « et ».
- Les listes à puces sont à éviter, des paragraphes rédigés étant largement préférés. Les tableaux sont à réserver à la présentation de données structurées (résultats, etc.).
- Les appels de note de bas de page (petits chiffres en exposant, introduits par l'outil «  Source ») sont à placer entre la fin de phrase et le point final[comme ça].
- Les liens internes (vers d'autres articles de Wikipédia) sont à choisir avec parcimonie. Créez des liens vers des articles approfondissant le sujet. Les termes génériques sans rapport avec le sujet sont à éviter, ainsi que les répétitions de liens vers un même terme.
- Les liens externes sont à placer uniquement dans une section « Liens externes », à la fin de l'article. Ces liens sont à choisir avec parcimonie suivant les règles définies. Si un lien sert de source à l'article, son insertion dans le texte est à faire par les notes de bas de page.
- La présentation des références doit suivre les conventions bibliographiques. Il est recommandé d'utiliser les modèles {{Ouvrage}}, {{Chapitre}}, {{Article}}, {{Lien web}} et/ou {{Bibliographie}}. Le mode d'édition visuel peut mettre en forme automatiquement les références.
- Insérer une infobox (cadre d'informations à droite) n'est pas obligatoire pour parachever la mise en page.

Pour une aide détaillée, merci de consulter Aide:Wikification.
Si vous pensez que ces points ont été résolus, vous pouvez retirer ce bandeau et améliorer la mise en forme d'un autre article.

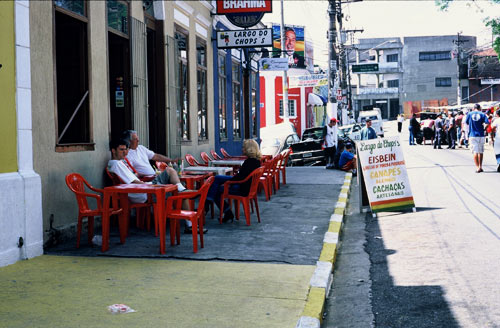
Restaurants et commerces près de l'église du Matriz

La sous-préfecture de Freguesia do Ó/Brasilândia est régie par  la loi n° 13 999 du 1er août 2002 et est l'une des 32 sous-préfectures de la municipalité de São Paulo.
Elle comprend deux districts : Freguesia do Ó et Brasilândia, qui représentent ensemble 31,5 km² et plus de 400 000 habitants.
Son siège est actuellement situé sur l'Avenue João Marcelino Branco, dans le quartier de Vila dos Andrades, près du limite entre les districts de Cachoeirinha et Freguesia do Ó.
Actuellement, le maire de la sous-préfecture de Freguesia/Brasilândia est Roberto Godoi, diplômé en droit et étudiant diplômé en droit fiscal, qui prendra ses fonctions jusqu'en 2021.

## District de la Freguesia do Ó
- IDH : 0,850 - élevé (50e)
- Superficie : 10,50 km²
- Population : 142 327
- Principaux quartiers : Freguesia do Ó, Vila Albertina, Sitio Morro Grande, Brasilândia.
- Routes d'accès principales : Avenue Nossa Senhora do Ó, Avenue Itaberaba, Avenue João Paulo I.

Le district, qui possède l'un des quartiers les plus anciens de la région, n'a toujours pas de station de métro, cependant, en 2015, la construction a commencé sur la station Freguesia do Ó, une partie de la future ligne 6-Orange du métro qui intégrera plusieurs facultés tels que UNIP, FGV, FMU, Mackenzie, PUC et FAAP. Pour l'instant, la région dispose de bus, de mini-vans et de la gare de Palmeiras-Barra Funda à proximité. Il englobe également une partie culturelle importante, comme l'église mère, située au Largo da Matriz, elle a été construite en mémoire de l'ancienne église mère, qui n'existe plus, en raison d'un incendie. Aux alentours, la présence de nombreux bars, pizzerias et restaurants rend la place attrayante et appréciée des habitants de la région.

## District de Brasilândia
- IDH : 0,769 - moyen (84e)
- Superficie : 21 km²
- Population : 264 918
- Principaux quartiers : Brasilândia, Jardim Elisa Maria, Vila Penteado.
- Routes d'accès principales : Rua Parapuã, Avenue Padre Orlando Garcia da Silveira, Avenue João Paulo I.

Au fil du temps, les sites et fermes de canne à sucre des années 1930 se sont transformées en centres résidentiels, et la croissance de l'argile et de la population est devenue le quartier actuel de Brasilândia. Le nom vient du marchand Brasílio Simões, qui a dirigé la communauté dans le but de construire l'église Santo Antonio à la place d'une ancienne chapelle.
La majeure partie de la communauté du quartier actuel est formée principalement de migrants d'autres régions du pays, comme le nord-est. De nombreuses personnes ont migré vers la partie nord de la ville de São Paulo à la recherche d'opportunités de travail.
De nombreuses familles étaient employées par la société Vega-sopave, qui s'est installée à Brasilândia et a offert aux immigrés un logement et du travail.
Étant le 4e district le plus peuplé de la capitale São Paulo, le district compte plusieurs types de commerces et de pharmacies ouvertes 24h/24, cependant le manque d'infrastructures dans la région et le trafic intense s'aggravent dans les quartiers, c'est parce que ce quartier manque de grandes avenues et métro / train. On espère que l'arrivée ligne 6 - Orange du métro décongestionnera. En 2017, l'ouverture de l'Hôpital de Brasilândia est prévue. Le district a gagné en popularité grâce à plusieurs apparitions médiatiques, comme en étant le théâtre de la série Antônia, télévisée par TV Globo, en plus de mentions dans d'autres feuilletons et reportages déjà réalisés dans la région.